# Projekt Schiphol-Amsterdam-Almere

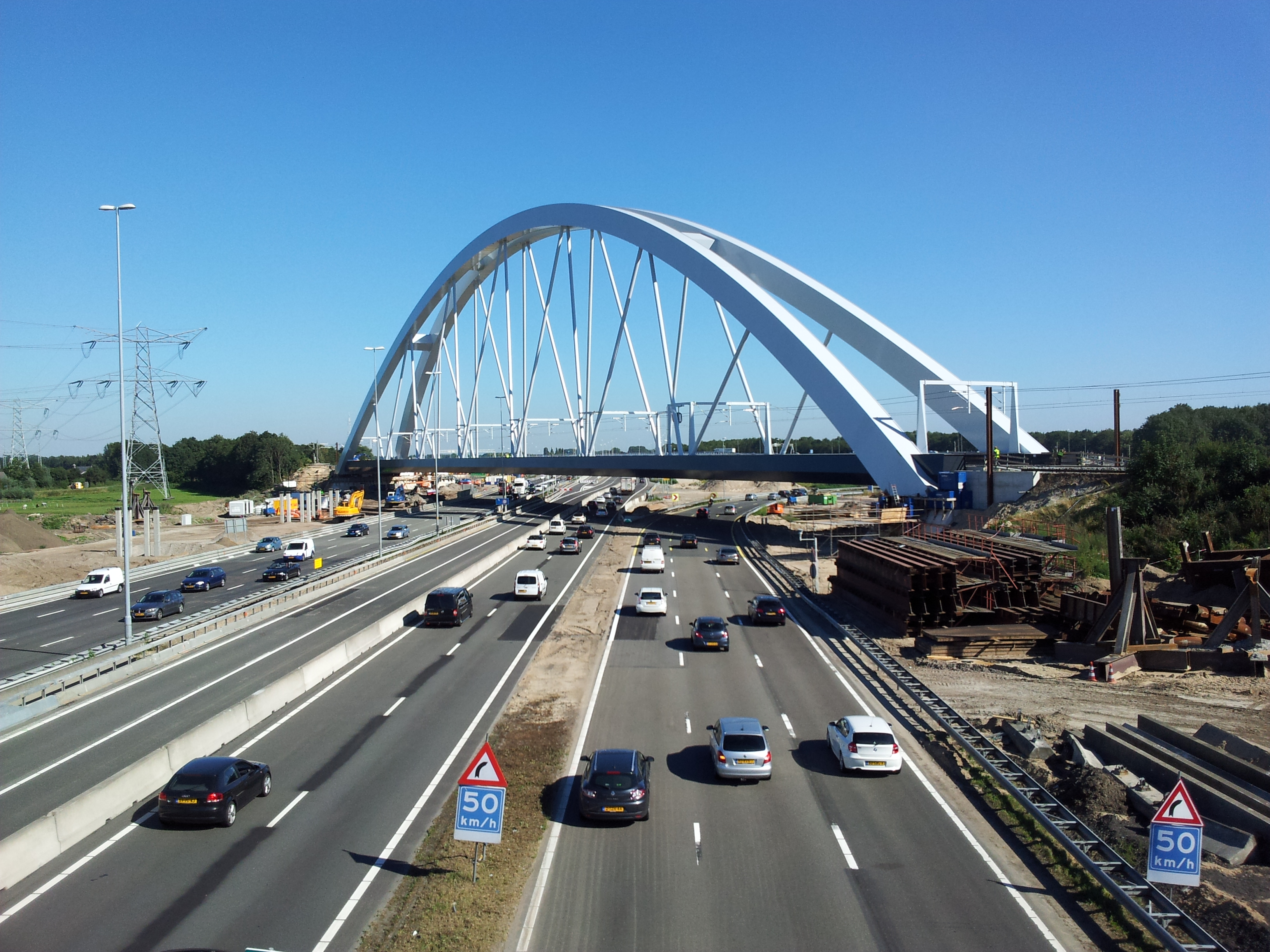
Die Zandhazenbrug überführt die Strecke Weesp–Lelystad über die A1.

Das Projekt Schiphol-Amsterdam-Almere (kurz SAA) ist ein großes Straßenbauprojekt in den Niederlanden. Begonnen wurde das Autobahn-Projekt 2012 und soll im Jahr 2024[veraltet] vollendet sein. Ziel ist es, die Kapazitäten der Autobahnen A1, A6, den östlichen Teil der A10 und der A9 zu erhöhen und damit die Erreichbarkeit des Gebietes Randstad (Schiphol, Amsterdam, Almere) zu verbessern. Dieses Projekt umfasst den Ausbau von insgesamt 63 km Autobahn mit zwei Tunneln, zwei Großbrücken, einem Aquädukt, der Anpassung von 5 Autobahnkreuzen und von über 100 weiteren Brücken und Unterführungen. Das Ganze ist in mehrere Teilprojekte aufgeteilt: A10-Ost/A1 Diemen (2012–2014: extra Fahrstreifen; fertiggestellt), A1/A6 Diemen – Almere Havendreef (2014–2020), A9 Holendrecht – Diemen (Erweiterung Gaasperdammerweg, 2015–2020; der erste Spatenstich erfolgte am 22. September 2015 mit Ministerin Schultz), A6 Almere Havendreef – Almere Buiten-Oost (2017–2020/2022) und A9 Badhoevedorp – Holendrecht (2019–2024/2026).

## Kunstbauten
Die größten Kunstbauten dieses Projektes sind Aquädukt Vechtzicht, Betlembrug, Gaasperdammertunnel, Hollandse Brug und die Zandhazen-Eisenbahnbrücke.

## Internetseite
- Online-Besucherzentrum des Projektes. In: bezoekerscentrum.rijkswaterstaat.nl. Rijkswaterstaat (niederländisch)
- A1/A6/A9/A10: Schiphol-Amsterdam-Almere. In: rijkswaterstaat.nl. Rijkswaterstaat (niederländisch)